# Silvio Longobucco
Silvio Longobucco (Scalea, 5 juni 1951 – aldaar, 2 april 2022) was een Italiaans voetballer die speelde als verdediger. 

## Carrière
Longobucco startte zijn carrière in de Serie B bij Ternana Calcio. Na twee seizoenen haalde Juventus FC hem naar de Serie A, waar hij op vier seizoenen drie keer de landstitel won. In 1975 trok hij naar Cagliari Calcio, waar hij zeven seizoenen zou blijven. Hij beëindigde zijn professionele carrière in 1983 bij Cosenza Calcio. 
Na zijn sportieve loopbaan keerde Longobucco terug naar zijn geboortedorp Scalea waar hij assessore (wethouder of schepen) voor sport werd in de gemeenteraad.

## Erelijst
| Competitie        |             |                           |             |             |
| Competitie        | Aantal      | Jaren                     |             |             |
| Juventus FC       | Juventus FC | Juventus FC               | Juventus FC | Juventus FC |
| ----------------- | ----------- | ------------------------- | ----------- | ----------- |
| Serie A           | 3x          | 1971/72, 1972/73, 1974/75 |             |             |
| Cosenza Calcio    |             |                           |             |             |
| Anglo-Italian Cup | 1x          | 1983                      |             |             |